# Elecciones federales de Suiza de 1979

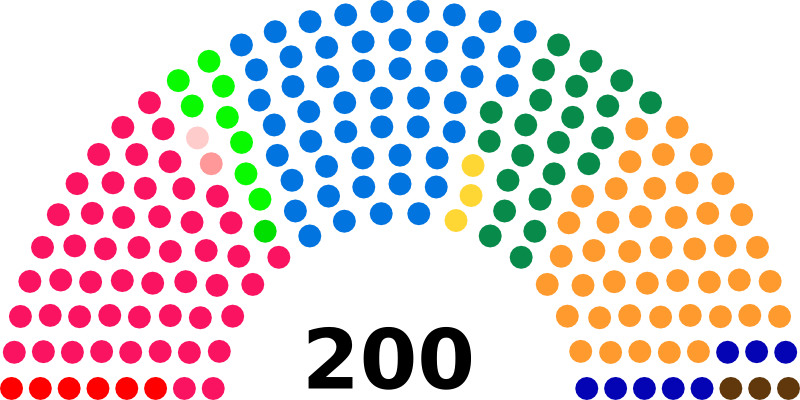
Diagrama de asientos del Consejo Nacional Suizo (1979)

Las elecciones federales de Suiza fueron realizadas el 21 de octubre de 1979. El Partido Socialista Suizo y el Partido Radical Democrático Suizo se convirtieron en los partidos más grandes del Consejo Nacional, obteniendo ambos 51 de 200 escaños.

## Resultados

### Consejo Nacional
| Partido                                 | Votos     | %    | Escaños | +/– |
| --------------------------------------- | --------- | ---- | ------- | --- |
| Partido Socialista Suizo                | 447 990   | 24.4 | 51      | –4  |
| Partido Radical Democrático Suizo       | 440 099   | 24.0 | 51      | +4  |
| Partido Demócrata Cristiano             | 390 281   | 21.3 | 44      | –2  |
| Unión Democrática de Centro             | 212 705   | 11.6 | 23      | +2  |
| Alianza de los Independientes           | 74 623    | 4.1  | 8       | –3  |
| Partido Liberal                         | 51 258    | 2.8  | 8       | +2  |
| Partido Popular Evangélico de Suiza     | 40 744    | 2.2  | 3       | 0   |
| Partido Suizo del Trabajo               | 38 187    | 2.1  | 3       | –1  |
| Organizaciones Progresistas Suizas      | 31 128    | 1.7  | 2       | +2  |
| Acción Nacional                         | 24 257    | 1.3  | 2       | 0   |
| Movimiento Republicano                  | 11 587    | 0.6  | 1       | –3  |
| Los Verdes                              | 11 583    | 0.6  | 1       | +1  |
| Partido Socialista Autónomo             | 8147      | 0.4  | 1       | 0   |
| Unión Democrática Federal               | 4626      | 0.3  | 0       | 0   |
| Feministas y Grupos Alternativos Verdes | 3236      | 0.2  | 0       | –   |
| Otros partidos                          | 42 740    | 2.3  | 2       | –   |
| Votos en blanco/nulos                   | 23 460    | –    | –       | –   |
| Total                                   | 1 856 651 | 100  | 200     | 0   |
| Participación electoral                 | 3 864 285 | 48.0 | –       | –   |
| Fuente: Nohlen & Stöver                 |           |      |         |     |

### Consejo de los Estados
| Partido                           | Escaños | +/– |
| --------------------------------- | ------- | --- |
| Partido Demócrata Cristiano       | 18      | +1  |
| Partido Radical Democrático Suizo | 11      | –4  |
| Partido Socialista Suizo          | 9       | +4  |
| Unión Democrática de Centro       | 5       | 0   |
| Partido Liberal                   | 3       | +2  |
| Alianza de los Independientes     | 0       | –1  |
| Total                             | 46      | +2  |
| Fuente: Nohlen & Stöver           |         |     |